# Ángela Acuña
Ángela Acuña (née le 2 octobre 1888 et morte le 10 octobre 1983), aussi connue sous les noms de Ángela Acuña Braun ou bien Ángela Acuña de Chacón est une avocate, journaliste et écrivain féministe du Costa Rica.
Elle fonde La Ligua Feminista (La Ligue Féministe) en 1923 pour promouvoir les droits des femmes, y compris le suffrage.

## Biographie
Elle est née à Cartago le 2 octobre 1888. Son grand-père maternel, Juan Braun Rôsler, était d'origine allemande. Son père, Ramón Acuña Corrales meurt en 1894 et sa mère, Adela Braun Bonilla, 6 ans plus tard. Elle est recueillie par sa tante, Rafaela Braun Bonilla et son époux, le général Rafael Villegas Arango. Elle fréquente l'école Julia Lang et effectue sa scolarité secondaire au Collège Supérieur des jeunes filles (Colegio Superior de Señoritas à San José), de 1901 à 1905. En 1906, elle reçoit une bourse d'études pour étudier près de Paris, à Boulogne-Billancourt, à l'Institution de jeunes filles Morel de Fos qui y accueillait des jeunes filles étrangères de 1890 à 1920. Elle a vécu là-bas, puis en Belgique, chez l'ambassadeur du Costa-Rica, le marquis Manuel María de Peralta et son épouse, la comtesse Josephine-Jehanne de Clérembault de Soer, une aristocrate belge. De 1909 à 1910, elle est élève à l'internat de l'Institut Priory dans la banlieue de Londres.
Elle retourne au Costa-Rica en 1910 et en 1912. En 1913, elle est la première femme à s'inscrire comme étudiante à la faculté de droit locale. Dès cette période de sa jeunesse, elle s'exerce aux métiers de journaliste et d'écrivain. En 1916, elle présente au Congrès la première pétition en faveur de l'égalité des sexes.
En 1919, elle est également la première femme à travailler au ministère de l'Instruction publique. En 1924, elle milite pour une égalité de salaire entre hommes et femmes dans l'enseignement, et elle obtient satisfaction. En 1925, elle obtient une licence en droit avec une thèse sur les droits de l'enfant.
Elle devient la première avocate en Amérique centrale.
De 1926 à 1929, elle voyage en Europe. Elle obtient un diplôme d'aviculteur en Belgique.
De retour au Costa Rica, elle se marie après de longues hésitations le 8 mai 1930 avec son ancien professeur, Lucas Raúl Chacón, dont elle aura une fille unique, Isabel Chacón Acuña, née le 5 juillet 1931. Elle donne alors des conseils juridiques principalement à des travailleurs retraités.
Elle milite pour le droit de vote des femmes, et le droit des avocates de devenir notaires. Elle obtient aussi que les femmes puissent être magistrates. Elle plaide devant des tribunaux pour mineurs et visite des prisons des deux sexes. Fin 1943, elle participe à la création du journal féministe Mujer y hogar.
En 1945, préoccupée par la formation de sa fille, elle s'installe à Los Angeles et enseigne pendant 4 ans à l'Université de Californie du Sud. Son mari, qui était resté à San José (Costa Rica), meurt en 1948.
La guerre civile costaricaine termine en 1948, ce qui lui permet de revenir dans son pays. Selon ses vœux, la nouvelle constitution de 1949 accorde aux femmes la pleine citoyenneté et le droit de vote.
En 1950, elle reçoit le titre de Mère du Costa Rica. À Washington, elle commence la rédaction d'une étude socio-historique sur « les femmes costaricaines à travers quatre siècles », publiée en 1969-1970, et elle collabore à l'Encyclopédie universelle des femmes éditée par Blanche Christine Olschak.
En 1957, elle est nommée ambassadrice du Costa Rica auprès de l'Organisation des États américains et, la même année, elle est nommée Femme d'Amérique.
Elle est la 57e récipiendaire, et la 2e femme, de la distinction de Benemérita de la Patria au Costa-Rica, qui lui est accordée en 1982.

## Notices et liens externes
- Notices d'autorité :   - VIAF
  - LCCN
  - WorldCat